# Gastrodelphys fernaldi
Gastrodelphys fernaldi is een eenoogkreeftjessoort uit de familie van de Gastrodelphyidae. De wetenschappelijke naam van de soort is voor het eerst geldig gepubliceerd in 1964 door Dudley.